# ほわいとさんぽう2
ほわいとさんぽう2は、三宝海運が運航していたフェリー。

## 概要
ほわいとさんぽうの代船として林兼造船下関造船所で建造され、1981年に就航した。
1997年に三宝海運の解散により愛媛阪神フェリーに譲渡され、2000年7月10日の航路廃止まで就航した。
新来島どっく大西工場で整備後、7月21日に日本を離れた。フィリピンのWG&Aへ売却され、スーパーフェリーでSuperferry 14として就航していたが、2004年に爆破テロによる火災で損傷、沈没した。

### 航路
- 神戸港（東神戸フェリーセンター） - 今治港 - 松山港（松山観光港）

## 設計
瀬戸内海航路および中距離航路のフェリーとして初めて1万総トンを越え、車両搭載能力に重点を置き旅客設備を簡素化したフェリーが主流となる中、中距離航路のフェリーとしては類を見ない豪華フェリーとして建造された。充実した旅客設備と豪華な内装を備え、クイーン・エリザベス2のファンネル形状を摸した煙突、船体側面に描かれた巨大な鳳凰など外観も印象的であった。当時、地元愛媛のテレビCMでも船の様子を案内していた。
一方でスタンスラスターを装備していないため、今治港と松山港では曳船を常時使用していた。
愛媛阪神フェリーへの譲渡後、六甲アイランドフェリーターミナルへの発着地の移転にあわせて、右舷後部に車両搭載口を増設する改造を受けている。

## 船内

### 船室
| クラス             | 部屋数   | 定員  | 設備 |
| ------------------ | -------- | ----- | ---- |
| 特別室             | 2室×2名  | 4名   |      |
| 特等室             | 23室×2名 | 46名  |      |
| 1等洋室            | 18室×8名 | 108名 |      |
| 1等和室            | 2室×12名 | 24名  |      |
| 2等寝台            |          | 228名 |      |
| 2等和室            |          | 518名 |      |
| ドライバーズルーム |          | 122名 |      |

### 設備
パブリックスペース
- 案内所
- エントランス
- ラウンジ
- フェスティバルホール

供食・物販設備
- レストラン「グルメ」
- 割烹「たちばな」
- スナック「ナビオ」
- クラブ「フェニックス」
- 売店

入浴設備
- 展望大浴場

娯楽設備
- ゲームコーナー